# هواپیماها (فیلم)
هواپیماها (انگلیسی: Planes) انیمیشنی به کارگردان کلی هال است که در سال ۲۰۱۳ منتشر شد.

## خلاصه داستان
«داستی چوپر» هواپیمای کوچک و سم پاش قصه ما می‌خواهد یادگیری چگونگی مسابقات هوایی را آغاز کند ولی ترس از ارتفاع مانع این کار می‌شود. او رؤیای برنده شدن در مسابقات هوایی را در سر می‌پروراند و در این راه تلاش دارد به کمک دوستان خود به موفقیت برسد و…

## صداپیشگان
- دین کوک
- استیسی کیچ
- پریانکا چوپرا
- براد گرت
- تری هچر
- کارلوس الازراکی
- راجر اسمیت
- گری دلیسل
- راب پالسن
- جولیا لوئیس-دریفوس
- جان کلیز
- گابریل ایگلسیاس
- سندباد
- وال کیلمر
- آنتونی ادواردز
- جسیکا ماریس